# Sofia Yanovskaïa
Sofia Aleksandrovna Yanovskaïa (en russe : Софья Александровна Яновская ; en biélorusse : Соф’я Аляксандраўна Яноўская), née le 31 janvier 1896 à Proujany (Empire russe, aujourd'hui Biélorussie) et morte le 24 octobre 1966 à Moscou, est une mathématicienne et historienne, spécialiste de l'histoire des mathématiques, de la logique mathématique et de la philosophie des mathématiques. Elle est connue en Union soviétique pour ses recherches sur la logique mathématique et pour sa traduction russe des travaux mathématiques de Karl Marx.

## Biographie
Sofia Yanovskaïa quitte, dès son enfance, son village natal, pour s'installer avec sa famille dans la ville portuaire d'Odessa. De 1914 à 1918, elle étudie les mathématiques à l'université d'Odessa.
Lors de la Révolution russe de 1917,  elle devient communiste et participe à la rédaction du journal Kommunist d'Odessa. Elle travaille en tant que fonctionnaire du parti communiste jusqu'en 1924. Cette année-là, elle devient élève à l'institut de l'Académie des sciences à Moscou puis professeur dans le même institut en 1931.
En 1935, elle obtient son diplôme de doctorat de mathématiques.
Sa traduction des chapitres concernant les mathématiques dans l'œuvre de Karl Marx exerce une grande influence sur la communauté scientifique soviétique et sur les scientifiques communistes du monde entier, notamment en Chine.
Pendant la Seconde Guerre mondiale (1941-1943), elle est évacuée dans l'Oural. Après la guerre, elle travaille à l'Université d'État de Moscou jusqu'à la retraite. Elle a notamment comme élève le mathématicien hongrois Imre Lakatos.
Dans le milieu universitaire, elle est connue pour son travail sur l'histoire et la philosophie des mathématiques, comme pour son influence sur la jeune génération des chercheurs. En 1935, elle persuade Ludwig Wittgenstein, qui visitait alors Léningrad et Moscou, de renoncer à son idée de s'installer en Union soviétique.
Pour son travail, Sofia Yanovskaïa reçoit l'ordre de Lénine en 1951 et d'autres décorations et médailles. Elle est morte du diabète à Moscou le 24 octobre 1966.

## Publications
- Karl Marx et Sofia Yanovskaïa (dir.), Matematicheskie rukopist, Moscow, Nauk, 1968.
- Karl Marx et Sofia Yanovskaïa (dir.), Mathematical manuscripts of Karl Marx, Londres, New Park Publications Ltd., 1983 (1re éd. 1881) (ISBN 978-0-86151-028-3, MR 710831, lire en ligne).